# Skotterup
 For alternative betydninger, se Skotterup (flertydig). (Se også artikler, som begynder med Skotterup)
Skotterup ligger i Nordsjælland, og er en del af Helsingørs byområde, men var oprindelig et enkelt hus, senere et selvstændigt fiskerleje. Byen er reelt bare en lille del af bydelen Snekkersten, og består af 100 meter huse langs Strandvejen, Skotterup Strand og Skotterup Kro. Den var i sine tidlige år et fiskerleje blandt mange langs Øresundskysten, hvor især sildefiskeriet var en vigtig indtægtskilde. For nogle år siden blev den såkaldte Kongevase i Skotterup restaureret.
Skotterup ligger ca. 200 meter fra Snekkersten Station med direkte forbindelse til København via Kystbanen. Byen ligger i Helsingør Kommune og tilhører Region Hovedstaden.

## Historie
Skotterup kendes siden 1682, hvor det første gang omtales som et enkelt hus. I 1771 omfattede bebyggelsen 9 familier, hvoraf 5 benævnes fiskere, 2 daglejere, 1 færgemand og 1 betler. Fiskerlejet lå da som to rækker af huse henholdsvis på strandsiden og landsiden af Strandvejen. Folketællingen registrerede 1834 110 indbyggere, i 1878 11 familier med 37 indbyggere.
I anden halvdel af 1800-tallet blev Øresundskysten både nord og syd for fiskerlejet udstykket til sommervillaer. Dog blev stejlepladsen ved Skotterup friholdt for bebyggelse.